# Gran Premio de Cominges

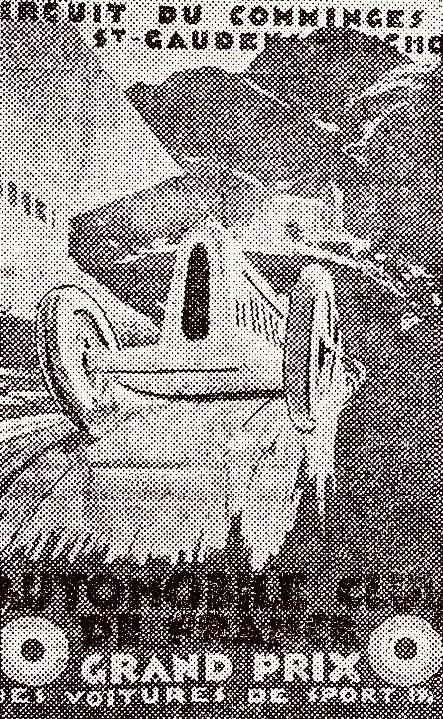
Cartel del Circuito de Cominges, anunciando el Gran Premio de 1928

El Gran Premio de Cominges fue la principal prueba disputada en el antiguo circuito automovilístico (el denominado Circuito de Cominges), ubicado en las inmediaciones de la ciudad de Saint-Gaudens, en la provincia del Alto-Garona (Francia). Esta instalación alojó un total de 18 Grandes Premios automovilísticos y 16 Grandes Premios motociclistas entre 1925 y 1954, incluyendo el Gran Premio de Francia de 1928.

## Historia

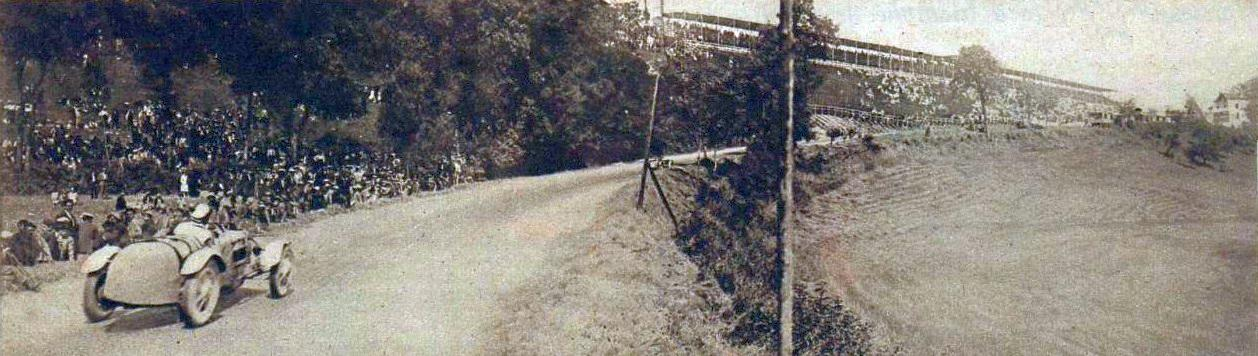
La pendiente que lleva a las tribunas principales (aquí W. Williams en 1928)

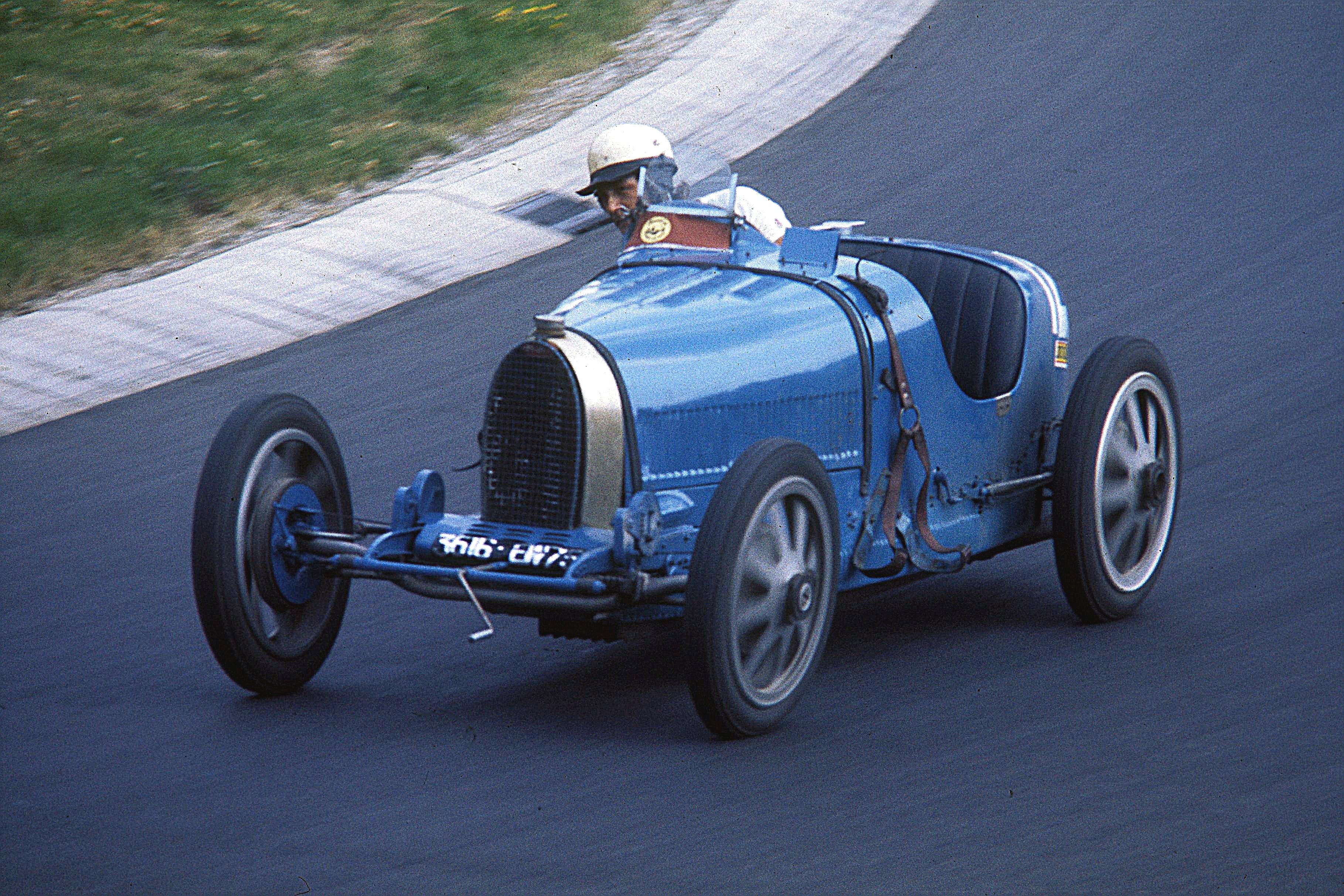
Un Bugatti Type 35

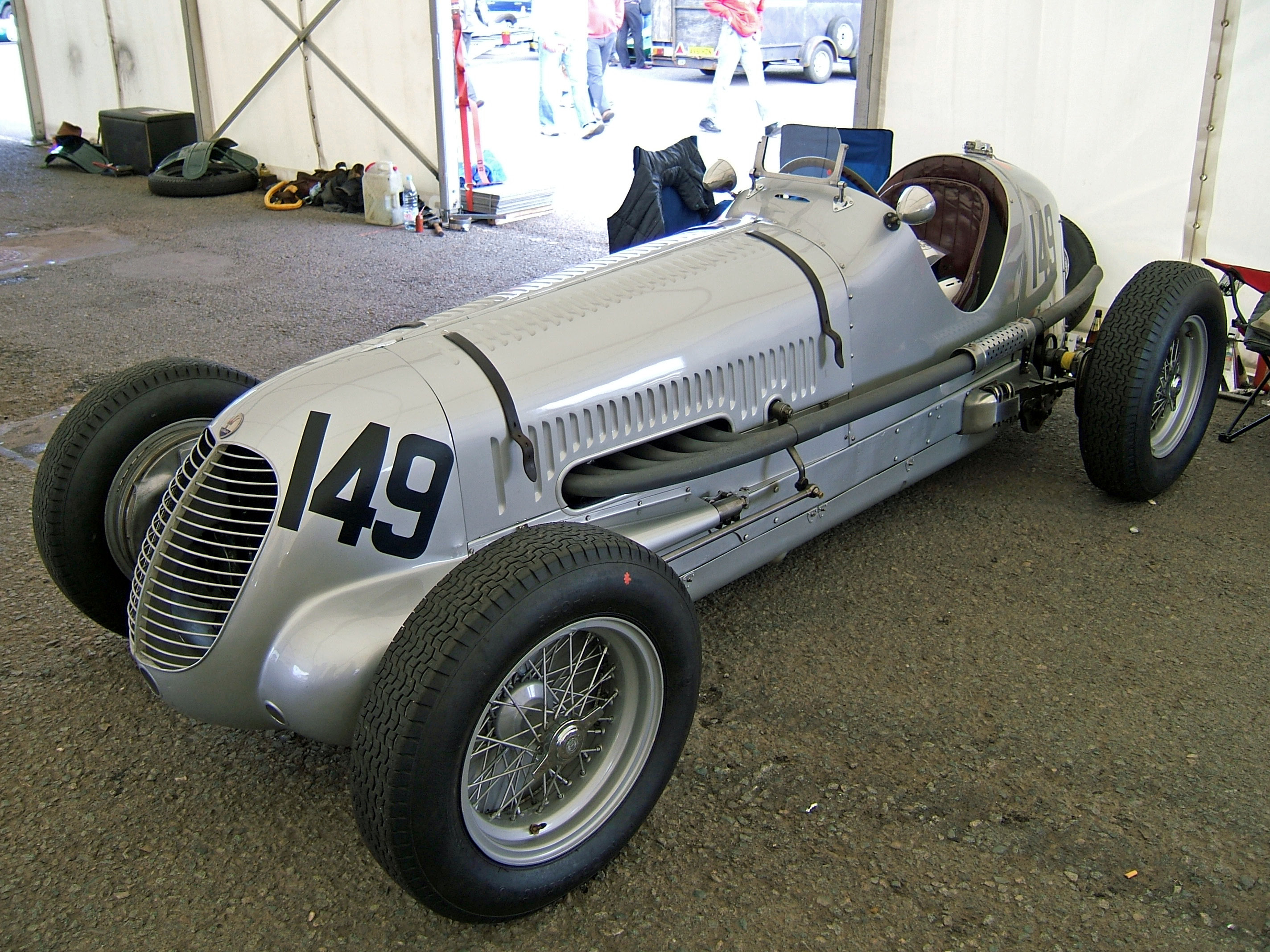
Un Maserati 6CM

Originalmente, las carreras de automóviles se crearon para atraer turistas a la región de Saint-Gaudens. El circuito de 27,66 km se estableció en 1925, ubicándose entre las ciudades de Saint-Gaudens y Montréjeau. El terreno montañoso proporcionaba una buena vista de las partes críticas del circuito; del área de inicio y de la zona de meta. 
El evento rápidamente ganó renombre internacional, y en 1928 se celebró allí el Gran Premio de Francia. El circuito experimentaba algunas modificaciones según los eventos y el número de participantes. 
En 1932 estuvo a punto de producirse un desastre. Estaba lloviendo, y René Dreyfus marchaba en cabeza de la prueba al volante de su Bugatti, cuando patinó en una curva cerrada. Salió despedido, y el coche rodó varias veces hacia la multitud. Milagrosamente, chocó con un pequeño árbol que lo detuvo en seco. Dreyfus recuperó la consciencia, descubriendo que solo sufría unas mínimas heridas. 
En 1933, la longitud del recorrido se redujo a 11,005 km y se construyeron gradas que podían acomodar a casi 12.000 espectadores. La recta principal se alargó hasta alcanzar 6 km de longitud.
Una controversia sobre la regulación de las carreras de motor conduce a un boicot de los estamentos oficiales, que no permite que se celebren los eventos de 1937 y 1938. El Gran Premio de 1939 fue ganado por el francés René Le Bègue. 
Interrumpido por la Segunda Guerra Mundial, el gran Premio de Cominges se retoma en 1947. Los beneficios de la carrera servían generalmente para financiar las obras de beneficencia local, y en esta edición de 1947 sirvió para auxiliar a los antiguos prisioneros de guerra.
La carrera de 1948, ganada por el piloto italiano Luigi Villoresi, atrajo a 80.000 espectadores.

En 1952, la longitud del circuito aumentó a 4,407 km para la carrera de Fórmula 2, la categoría del Campeonato Mundial de Pilotos que se disputó en la última temporada. En la segunda ronda, el piloto francés André Simon debió ceder su Ferrari al italiano Alberto Ascari, víctima de una colisión, quien finalmente lograría la victoria en la prueba. Será la última carrera importante que se celebrará en Cominges.

## Palmarés

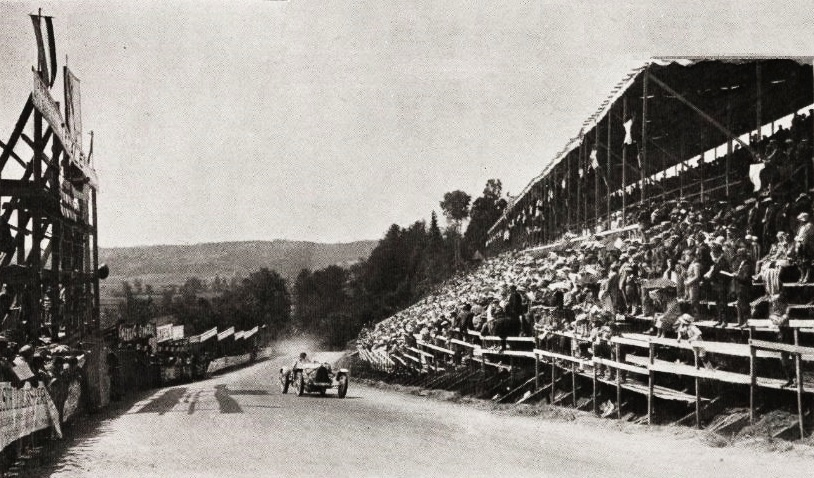
William Grover-Williams, ganador del Gran Premio de Cominges de 1928 en el Bugatti T35C, pasando frente a las gradas principales

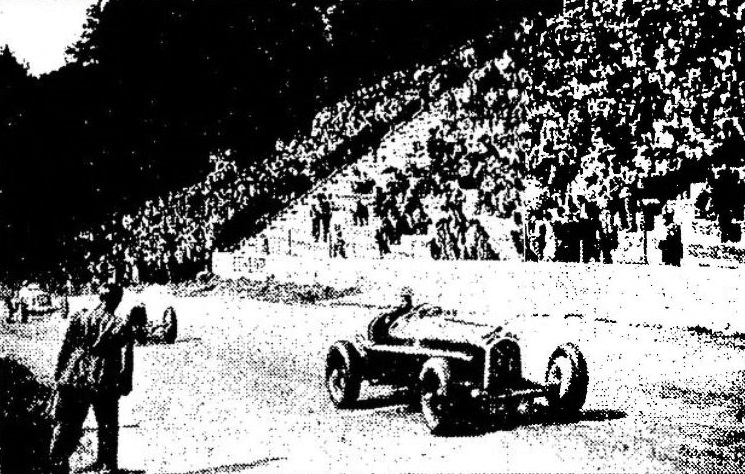
Franco Comotti ganador del Gran Premio de Cominges de 1934, en un Alfa Romeo Tipo B

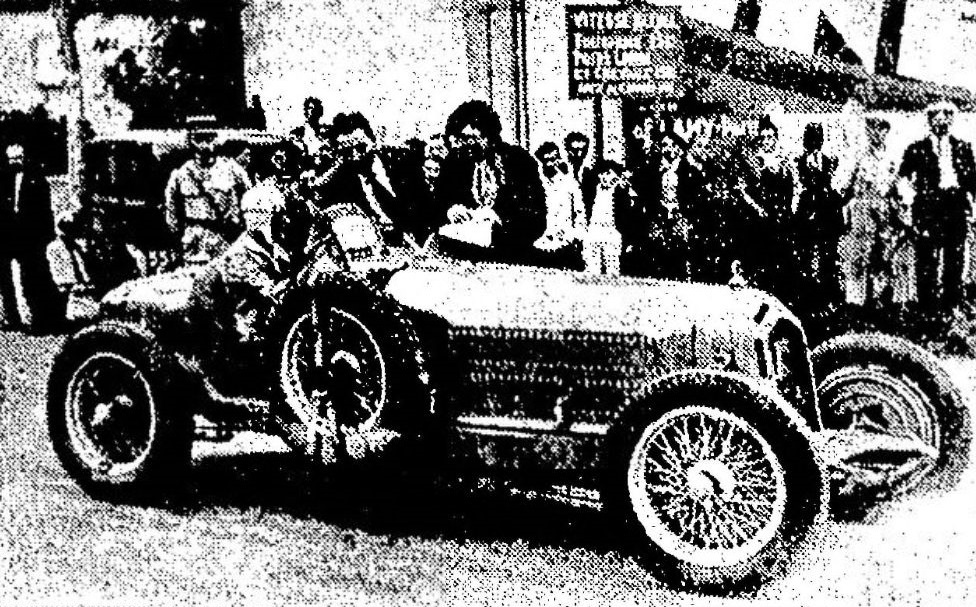
Hellé Nice en un Alfa Romeo Tipo B, en el Gran Premio de Cominges de 1934

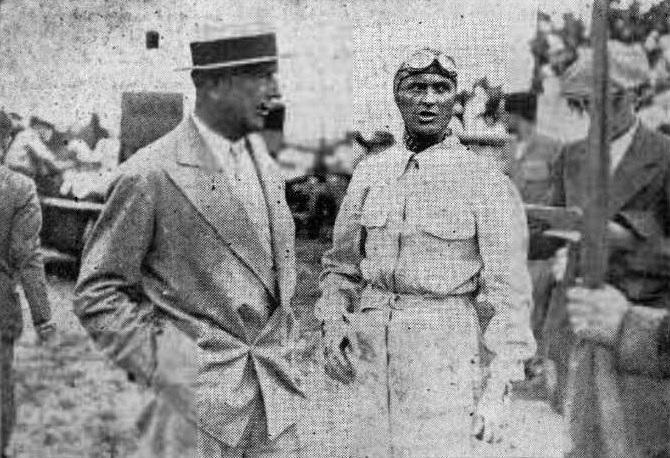
Louis Chiron, en el Gran Premio de Cominges de 1935

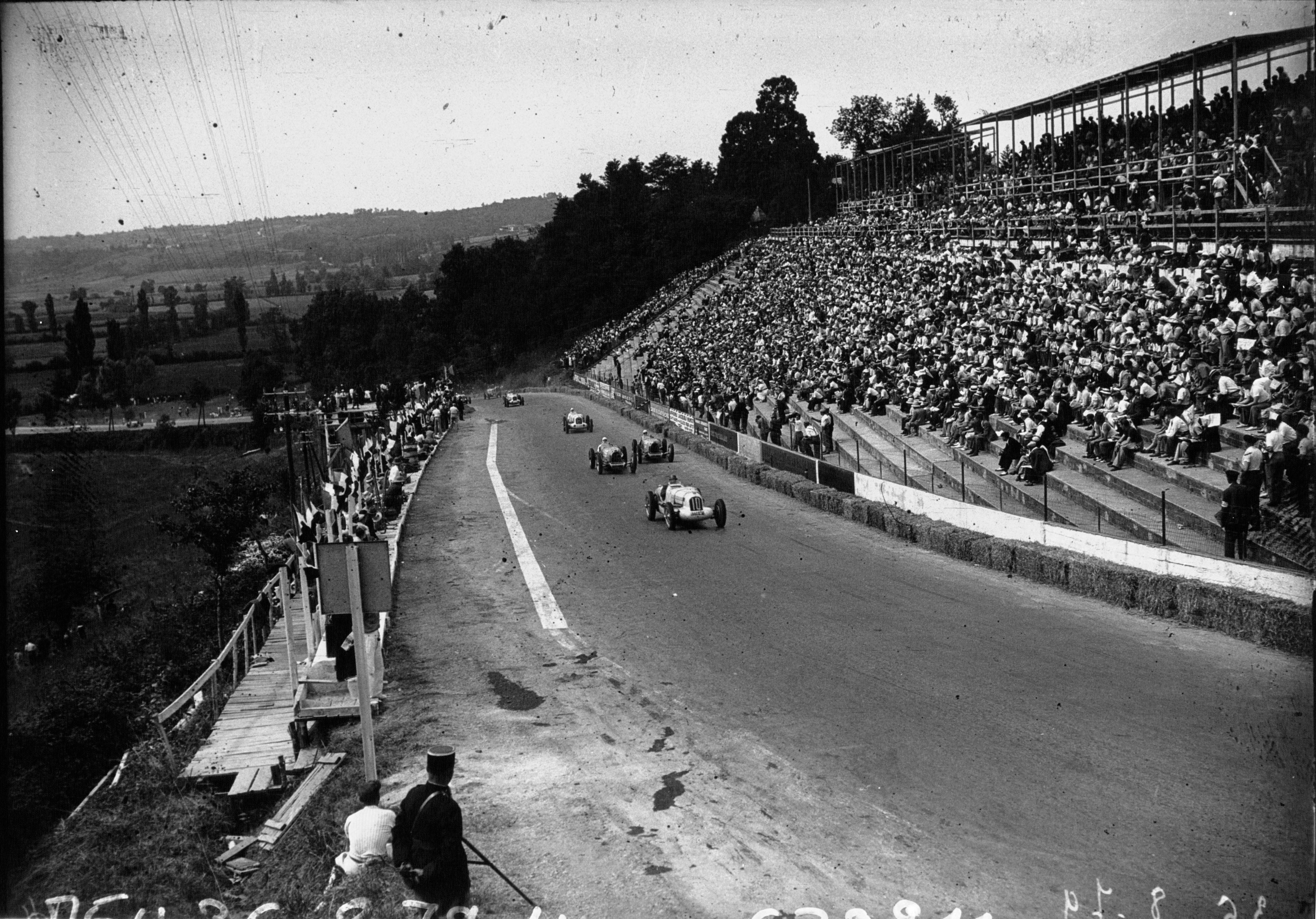
Edición de 1936 del Gran Premio de Cominges (Dreyfus, por delante de Benoist)

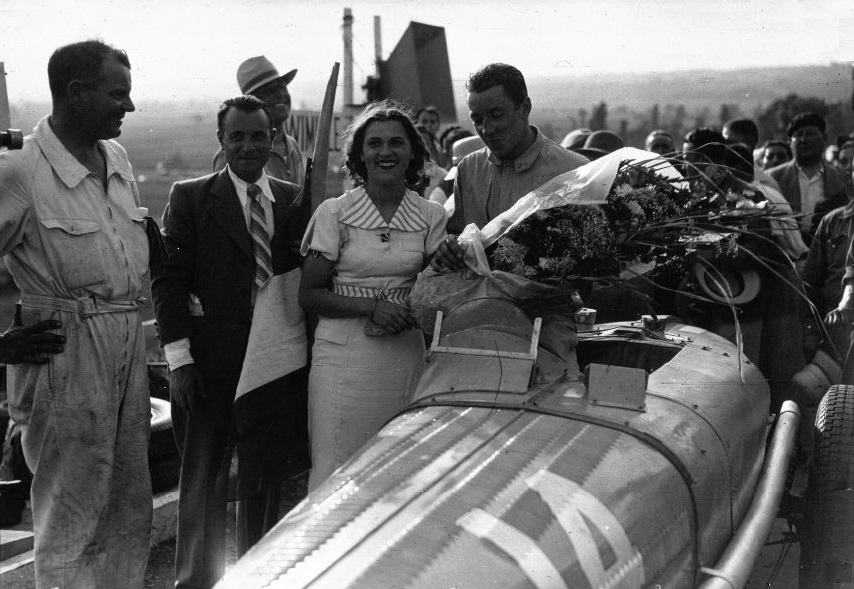
Victoria de Jean-Pierre Wimille en el Gran Premio de Cominges de 1936

| Fecha    | Categoría | Carrera                                | Piloto                                                             | Coche                                                 | Vueltas | Circuito |
| -------- | --------- | -------------------------------------- | ------------------------------------------------------------------ | ----------------------------------------------------- | ------- | -------- |
| Sep-1925 | Regl. A-G | 1.er Gran Premio de Cominges           | 1.º "Goury" 2.º Jemmison Eaton 3.º Lucien Desvaux                  | Bignan B Bugatti T22 Thomas Schneider                 | 14      | 27,66 km |
| Ago-1926 | Regl. A-G | 2.º Gran Premio de Cominges            | 1.º Louis Chiron 2.º Pierre Clause 3.º Dupuy                       | Bugatti T35 Bignan B Bugatti T35                      | 15      | 27,66 km |
| Ago-1927 | Regl. A-G | 3.er Gran Premio de Cominges           | 1.º François Eysserman 2.º Robert Masse 3.º Robert Gauthier        | Bugatti T35 Salmson                                   | 15      | 27,66 km |
| Jul-1928 | Regl. A-G | 12.º Gran Premio de la ACF de Cominges | 1.º William Grover-Williams 2.º André Rousseau 3.º Édouard Brisson | Bugatti T35C Salmson Stutz DV16 Black Hawk            | 10      | 26,3 km  |
| Ago-1930 | Regl. A-G | 5.º Gran Premio de Cominges            | 1.º François Miquel 2.º Honoré Lormand 3.º Claude Arthez           | Bugatti T35C                                          | 15      | 27,66 km |
| Ago-1931 | Regl. A-G | 6.º Gran Premio de Cominges            | 1.º Louis Joly 2.º Pierre Veyron 3.º "Antonio" Valette             | Maserati 26 Bugatti T37A Maserati 8C                  | 12      | 27,66 km |
| Ago-1932 | Regl. A-G | 7.º Gran Premio de Cominges            | 1.º Pierre Veyron 2.º Emil Dourel 3.º "Antonio" Valette            | Maserati 26 Amilcar MC0 Maserati 26                   | 12      | 27,66 km |
| Ago-1933 | Regl. A-G | 8.º Gran Premio de Cominges            | 1.º Luigi Fagioli 2.º Jean-Pierre Wimille 3.º Guy Moll             | Alfa Romeo Tipo B Alfa Romeo 8C Alfa Romeo 8C         | 35      | 11 km    |
| Ago-1934 | Regl. A-G | 9.º Gran Premio de Cominges            | 1.º Gianfranco Comotti 2.º Goffredo Zehender 3.º Willard Straight  | Alfa Romeo Tipo B Maserati 8CM                        | 35      | 11 km    |
| Ago-1935 | Regl. A-G | 10.º Gran Premio de Cominges           | 1.º Raymond Sommer 2.º Raph 3.º László Hartmann                    | Alfa Romeo Tipo B Maserati 8CM                        | 15      | 11 km    |
| Ago-1936 | Regl. A-G | 11.º Gran Premio de Cominges           | 1.º Jean-Pierre Wimille 2.º Heldé 3.º Raph                         | Bugatti T59 Talbot T150C Talbot T150C                 | 40      | 11 km    |
| Ago-1939 | Regl. A-G | 12.º Gran Premio de Cominges           | 1.º René Le Bègue 2.º Jean-Pierre Wimille 3.º Raymond Sommer       | Talbot MD 90 Bugatti T59/50B Talbot MD90              | 40      | 11 km    |
| Ago-1947 | Regl. A-G | 13.er Gran Premio de Cominges          | 1.º Louis Chiron 2.º Yves Giraud-Cabantous 3.º Eugene Chaboud      | Talbot-Lago T26 MC Talbot-Lago T26 Talbot-Lago T26 MC | 30      | 11 km    |
| Ago-1948 | Regl. A-G | 14.º Gran Premio de Cominges           | 1.º Luigi Villoresi 2.º Raph 3.º Louis Chiron                      | Maserati 4CLT Talbot-Lago T26C Talbot-Lago T150C MD   | 30      | 11 km    |
| Ago-1952 | Fórmula 2 | 17.º Gran Premio de Cominges           | 1.º Alberto Ascari 2.º Giuseppe Farina 3.º Jean Behra              | Ferrari 500 Ferrari 500 Simca-Gordini T16             | 95      | 4,407 km |

- Nota: Regl. A-G indica la regulación de las pruebas de automóviles anteriores a la Segunda Guerra Mundial. Esta categoría corresponde a la de actual Fórmula 1
- Nota: El monegasco Louis Chiron es el único que ha ganado dos veces, con tres podios, con 21 años de diferencia